# طلا(III) هیدروکسید
هیدروکسید طلا(III) (به انگلیسی: Gold(III) hydroxide) با فرمول شیمیایی AuH
۳O

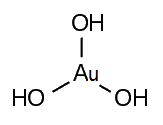
طلا(III) هیدروکسید

۳ یک ترکیب شیمیایی با شناسه پاب‌کم ۱۱۵۳۶۱۰۰ است. که جرم مولی آن ۲۴۷٫۹۸۸۶ g/mol می‌باشد. 